# 케링
케어링 그룹 (Kering S.A.)은 프랑스 파리에 본사가 있는 다국적 럭셔리 패션 그룹이다. 케링그룹이라고도 한다.

## 역사
프랑수아 피노 명예회장이 1963년 27세에 창업한 목재ㆍ건축자재 판매 회사가 그룹의 모태이다. 이후 가구 유통업체 콘포라마, 프랭땅, 서점 및 전자용품 판매점 프낙, 통신판매 회사 라르두트, 와이너리 샤토 라투르, 경매회사 크리스티스 등을 잇따라 인수하며 프랑스 유통업계의 일인자가 됐다. 창업주의 이름을 따 1994년까지는 피노그룹(Pinault S.A.)이라고 불렸다. 대형 유통업체들을 합병하면서 1994년 ‘피노-프랭탕-르두트(PPR)’로 사명을 바꿨다. 2013년부터 케링 그룹이라고 한다.
1988년 파리의 유로넥스트에 상장되었다. 1985년부터 프랑수아 피노 명예회장의 아들인 프랑수아 앙리 피노가 그룹 회장을 맡고 있다.
1999년 이탈리아 명품 브랜드 구찌를 인수했다.
2017년 케링 그룹의 구찌는 에르메스를 제치고 루이비통에 이어 매출 기준 세계 2위 명품 브랜드로 떠올랐다. 세 브랜드 모두 프랑스 패션 그룹이 소유하고 있다.
그룹의 주요 브랜드인 구찌의 매출액은 2017년 42%, 2018년 33% 성장했으며, 영업이익은 2017, 2018년 각각 69%, 54% 증가했다. 구찌는 2015년 무명 디자이너인 알렌산드로 미켈레를 크리에이티브 디렉터로 임명하면서 기하급수적인 성장을 했다. 디자인의 큰 변화를 통해 밀레니얼 세대로부터 큰 인기를 끌면서 멋지고 화려하다는 의미인 ‘It’s so Gucci’라는 신조어를 만들어 냈다.
2019년 노트르담 대성당 화재가 발생하자, 케링 그룹 프랑수아 앙리 피노 회장이 복구비용으로 1억 유로(약 1280억원)를 기부했다. 재벌 회장 최초의 거액 기부였다. 그러자 경쟁사인 LVMH의 베르나르 아르노 회장은 아예 두 배인 2억 유로를 기부하겠다고 밝혔다.

## 자회사
- 구찌
- 이브 생로랑
- 부쉐론
- 보테가 베네타
- 발렌시아가
- 알렉산더 매퀸
- 브리오니
- 크리스토퍼 케인
- 토마스 마이어
- 율리스 나르딘
- 지라르-페레고
- 키린
- 포멜라토

## 같이 보기
- 그루프 아르테미스